# ブラック・ナイト (映画)
ブラック・ナイト（英: Black Knight）は、2001年のジル・ジュンガー監督、マーティン・ローレンス主演のコメディ映画。

## あらすじ
客足の少ないテーマパークで働くジャマールは、パークの清掃中、お堀の底に光るメダルを発見。気になって取ろうとするが、誤って落水してしまい、気がつくと、周りの景色ががらりと変わっていた。大きな城や騎士たちを見て、彼は中世のイギリスにタイムスリップしてしまったと気づく。
そうこうしているうち、本物の処刑を見て気絶してしまったジャマール。目を覚ますと、目の前には華麗な侍女ヴィクトリアがいた。
彼女は、ジャマールが取ったメダルと同じものを持っていた。これが理由で、彼はこの世界の救世主として戦うことに･･･

## キャスト
※括弧内は日本語吹替（DVD収録）
- ジャマール・ウォーカー（スカイウォーカー）・・・マーティン・ローレンス（堀内賢雄）
- ヴィクトリア（ヴィッキー） / ニコル（ニッキー）・・・マーシャ・トマソン（魏涼子）
- ノルティ卿・・・トム・ウィルキンソン（佐々木梅治）
- パーシヴァル・・・ヴィンセント・リーガン（菅生隆之）
- レオ王・・・ケヴィン・コンウェイ（石森達幸）
- レジーナ女王・・・ジャネット・ウィーガー（渡辺美佐）
- フィリップ・・・マイケル・カントリーマン（牛山茂）
- 女王陛下・・・ヘレン・ケアリー（小宮和枝）
- Mrs.ボスティック・・・イザベル・オコナー（片岡富枝）
- スティーブ・・・ダリル・ミッチェル（山野井仁）
- アーニー・・・マイケル・バージェス（田尻ひろゆき）
- デレク・・・エリク・ジェンセン（青山穣）
- デニス・・・ディクラン・トゥレイン（古田信幸）
- 傀儡師・・・ティム・パルアティ（辻親八）
- カブ泥棒・・・マーク・ジェフリー・ミラー（石井隆夫）

## 興行収入
初週末で11,102,948ドルを稼ぎ出し、最終的な累計興行収入は4000万ドルとなり、制作費を全て回収できなかった。

## 評価
Rotten Tomatoesでは、支持率は14％であり、この映画は、「ブラックナイトは、怠け者のギャグとローレンスの絶え間ない強盗で満たされた、怠惰な映画のように感じる」と述べられていた。